# FK Vardar Skopje
Pour les articles homonymes, voir Vardar Skopje.
Ne doit pas être confondu avec FK Metalurg Skopje.
Maillots
Le Fudbalski Klub Vardar Skopje (en macédonien : фудбалски клуб Вардар Скопје), plus couramment abrégé en Vardar Skopje, est un club macédonien de football fondé en 1947 et basé à Skopje, la capitale du pays. Alors que le club était membre de la première division de Macédoine du Nord depuis sa fondation en 1992, le club est relégué en deuxième division pour la première fois de son histoire à l'issue de la saison 2020-2021, ne retrouvant l'élite que lors de la saison 2023-2024.

## Historique
- 1947 : fondation du club sous le nom de FK Vardar Skopje
- 1961 : 1re participation à une Coupe d'Europe (C2, saison 1961/62)
- 2017 : 1re participation qualification pour la phase de groupe de la Ligue Europa pour l'édition 2017-2018
- 2021 : Relégation en deuxième division de Macédoine du Nord pour la première fois de son histoire.

## Bilan sportif

### Palmarès
| Compétitions nationales | Compétitions yougoslaves | Compétitions internationales                                |
| --- | --- | ----------------------------------------------------------- |
| - Championnat de Macédoine du Nord (11) : - Champion : 1992-93, 1992-94, 1994-95, 2001-02, 2002-03, 2011-12, 2012-13, 2014-15, 2015-16, 2016-17 et 2019-20. - Vice-champion : 2000-01, 2004-05, 2017-18 et 2018-19. - Coupe de Macédoine du Nord (6) : - Vainqueur : 1992-93, 1994-95, 1997-98, 1998-99 et 2006-07 et 2024-25. - Finaliste : 1995-96. - Supercoupe de Macédoine du Nord (2) : - Vainqueur : 2012-13 et 2014-15. | - Championnat de Yougoslavie : - Champion (puis déclassé) : 1986-87 (Le titre fut réattribué au FK Partizan après décision de la cour de justice.) - Coupe de Yougoslavie (1) : - Vainqueur : 1960-61. - Championnat de Yougoslavie D2 (6) : - Champion : 1950-51, 1955-56, 1959-60, 1962-63, 1970-71, 1978-79. - Vice-champion : 1990-91. | - Coupe des Balkans des clubs : - Finaliste : 1972 et 1974. |

### Bilan par saison
| Saison                     | D1  | D2  | Points | Journée | V   | N   | D   | B.P. | B.C. | Diff. |
| Championnat de Macédoine   |     |     |        |         |     |     |     |      |      |       |
| 2009-2010                  | ... |     | ...    | ...     | ... | ... | ... | ...  | ...  | ...   |
| 2008-2009                  | 5e  |     | 45 pts | 30      | 11  | 12  | 7   | 35   | 23   | +12   |
| 2007-2008                  | 4e  |     | 47 pts | 33      | 12  | 11  | 10  | 45   | 40   | +5    |
| 2006-2007                  | 4e  |     | 59 pts | 33      | 17  | 8   | 8   | 63   | 34   | +29   |
| 2005-2006                  | 3e  |     | 64 pts | 33      | 19  | 7   | 7   | 42   | 19   | +23   |
| 2004-2005                  | 2e  |     | 72 pts | 33      | 22  | 6   | 5   | 68   | 34   | +34   |
| 2003-2004                  | 3e  |     | 60 pts | 33      | 17  | 9   | 7   | 66   | 39   | +27   |
| 2002-2003                  | 1er |     | 72 pts | 33      | 22  | 6   | 5   | 73   | 37   | +33   |
| 2001-2002                  | 1er |     | 78 pts | 42      | 24  | 6   | 12  | 57   | 34   | +23   |
| 2000-2001                  | 2e  |     | 63 pts | 26      | 20  | 3   | 3   | 52   | 16   | +36   |
| 1999-2000                  | 10e |     | 29 pts | 26      | 7   | 8   | 11  | 39   | 38   | +11   |
| 1998-1999                  | 4e  |     | 49 pts | 26      | 15  | 4   | 7   | 61   | 32   | +27   |
| 1997-1998                  | 4e  |     | 41 pts | 25      | 12  | 5   | 8   | 34   | 25   | +9    |
| 1996-1997                  | 4e  |     | 40 pts | 26      | 11  | 10  | 5   | 32   | 15   | +17   |
| 1995-1996                  | 3e  |     | 57 pts | 28      | 17  | 6   | 5   | 60   | 22   | +38   |
| 1994-1995                  | 1er |     | 76 pts | 30      | 23  | 7   | 0   | 79   | 17   | +62   |
| 1993-1994                  | 1er |     | 51 pts | 30      | 23  | 5   | 2   | 85   | 16   | +69   |
| 1992-1993                  | 1er |     | 61 pts | 34      | 27  | 7   | 0   | 119  | 16   | +103  |
| Championnat de Yougoslavie |     |     |        |         |     |     |     |      |      |       |
| 1991-1992                  | 6e  |     | 34 pts | 33      | 15  | 6   | 12  | 50   | 34   | +16   |
| 1990-1991                  |     | ... | ...    | ...     | ... | ... | ... | ...  | ...  | ...   |
| 1989-1990                  | 18e |     | 34 pts | 34      | 8   | 2   | 24  | 33   | 64   | -31   |
| 1988-1989                  | 9e  |     | 29 pts | 34      | 13  | 7   | 14  | 46   | 51   | -5    |

### Bilan européen
Légende
- Victoire ou qualification pour le tour suivant
- Match nul
- Défaite ou élimination de la compétition

Note : dans les résultats ci-dessous, le score du club est toujours donné en premier.
| Saison                                             | Compétition                                       | Tour                                              | Club                                              | Domicile                                          | Extérieur                                         | Total                                             |
| Représentant de la RFS de Yougoslavie (1961-1992)  | Représentant de la RFS de Yougoslavie (1961-1992) | Représentant de la RFS de Yougoslavie (1961-1992) | Représentant de la RFS de Yougoslavie (1961-1992) | Représentant de la RFS de Yougoslavie (1961-1992) | Représentant de la RFS de Yougoslavie (1961-1992) | Représentant de la RFS de Yougoslavie (1961-1992) |
| -------------------------------------------------- | ------------------------------------------------- | ------------------------------------------------- | ------------------------------------------------- | ------------------------------------------------- | ------------------------------------------------- | ------------------------------------------------- |
| 1961-1962                                          | Coupe des coupes                                  | Premier tour                                      | Dunfermline Athletic                              | 2 - 0                                             | 0 - 5                                             | 2 - 5                                             |
| 1985-1986                                          | Coupe UEFA                                        | Premier tour                                      | Dinamo Bucarest                                   | 1 - 0                                             | 1 - 2                                             | 2E - 2                                            |
| 1985-1986                                          | Coupe UEFA                                        | Deuxième tour                                     | Dundee United                                     | 1 - 1                                             | 0 - 2                                             | 1 - 3                                             |
| 1987-1988                                          | Coupe des clubs champions                         | Premier tour                                      | FC Porto                                          | 0 - 3                                             | 0 - 3                                             | 0 - 6                                             |
| Représentant de la Macédoine du Nord (depuis 1992) |                                                   |                                                   |                                                   |                                                   |                                                   |                                                   |
| 1994-1995                                          | Coupe UEFA                                        | Tour préliminaire                                 | Békéscsabai 1912 Előre                            | 0 - 0                                             | 0 - 3                                             | 0 - 3                                             |
| 1995-1996                                          | Coupe UEFA                                        | Tour préliminaire                                 | FC Samtredia                                      | 1 - 0                                             | 2 - 0                                             | 3 - 0                                             |
| 1995-1996                                          | Coupe UEFA                                        | Premier tour                                      | Girondins de Bordeaux                             | 0 - 2                                             | 1 - 1                                             | 1 - 3                                             |
| 1996-1997                                          | Coupe UEFA                                        | Premier tour Q                                    | ND Gorica                                         | 2 - 1                                             | 1 - 0                                             | 3 - 1                                             |
| 1996-1997                                          | Coupe UEFA                                        | Deuxième tour Q                                   | Halmstads BK                                      | 0 - 1                                             | 0 - 0                                             | 0 - 1                                             |
| 1998-1999                                          | Coupe des coupes                                  | Tour préliminaire                                 | Spartak Trnava                                    | 0 - 1                                             | 0 - 2                                             | 0 - 3                                             |
| 1999-2000                                          | Coupe UEFA                                        | Tour préliminaire                                 | Legia Varsovie                                    | 0 - 5                                             | 0 - 4                                             | 0 - 9                                             |
| 2001-2002                                          | Coupe UEFA                                        | Tour préliminaire                                 | Standard de Liège                                 | 0 - 3                                             | 1 - 3                                             | 1 - 6                                             |
| 2002-2003                                          | Ligue des champions                               | Premier tour Q                                    | F91 Dudelange                                     | 3 - 0                                             | 1 - 1                                             | 4 - 1                                             |
| 2002-2003                                          | Ligue des champions                               | Deuxième tour Q                                   | Legia Varsovie                                    | 1 - 3                                             | 1 - 1                                             | 2 - 4                                             |
| 2003-2004                                          | Ligue des champions                               | Premier tour Q                                    | Barry Town                                        | 3 - 0                                             | 1 - 2                                             | 4 - 2                                             |
| 2003-2004                                          | Ligue des champions                               | Deuxième tour Q                                   | CSKA Moscou                                       | 1 - 1                                             | 2 - 1                                             | 3 - 2                                             |
| 2003-2004                                          | Ligue des champions                               | Troisième tour Q                                  | Sparta Prague                                     | 2 - 3                                             | 2 - 2                                             | 4 - 5                                             |
| 2003-2004                                          | Coupe UEFA                                        | Premier tour                                      | AS Rome                                           | 1 - 1                                             | 0 - 4                                             | 1 - 5                                             |
| 2004                                               | Coupe Intertoto                                   | Premier tour                                      | Ethnikos Achna                                    | 5 - 1                                             | 5 - 1                                             | 10 - 2                                            |
| 2004                                               | Coupe Intertoto                                   | Deuxième tour                                     | KAA La Gantoise                                   | 1 - 0                                             | 0 - 1 ap                                          | 1 - 1 (4 - 3 tab)                                 |
| 2004                                               | Coupe Intertoto                                   | Troisième tour                                    | Schalke 04                                        | 1 - 2                                             | 0 - 5                                             | 1 - 7                                             |
| 2005-2006                                          | Coupe UEFA                                        | Premier tour Q                                    | KS Elbasan                                        | 0 - 0                                             | 1 - 1                                             | 1E - 1                                            |
| 2005-2006                                          | Coupe UEFA                                        | Deuxième tour Q                                   | Rapid Bucarest                                    | 1 - 1                                             | 0 - 3                                             | 1 - 4                                             |
| 2006-2007                                          | Coupe UEFA                                        | Premier tour Q                                    | KSV Roulers                                       | 1 - 2                                             | 1 - 5                                             | 2 - 7                                             |
| 2007-2008                                          | Coupe UEFA                                        | Premier tour Q                                    | Anorthosis Famagouste                             | 0 - 1                                             | 0 - 1                                             | 0 - 2                                             |
| 2012-2013                                          | Ligue des champions                               | Deuxième tour Q                                   | BATE Borisov                                      | 0 - 0                                             | 2 - 3                                             | 2 - 3                                             |
| 2013-2014                                          | Ligue des champions                               | Deuxième tour Q                                   | Steaua Bucarest                                   | 1 - 2                                             | 0 - 3                                             | 0 - 5                                             |
| 2015-2016                                          | Ligue des champions                               | Deuxième tour Q                                   | APOEL Nicosie                                     | 1 - 1                                             | 0 - 0                                             | 1 - 1E                                            |
| 2016-2017                                          | Ligue des champions                               | Deuxième tour Q                                   | Dinamo Zagreb                                     | 1 - 2                                             | 2 - 3                                             | 3 - 5                                             |
| 2017-2018                                          | Ligue des champions                               | Deuxième tour Q                                   | Malmö FF                                          | 3 - 1                                             | 1 - 1                                             | 4 - 2                                             |
| 2017-2018                                          | Ligue des champions                               | Troisième tour Q                                  | FC Copenhague                                     | 1 - 0                                             | 1 - 4                                             | 2 - 4                                             |
| 2017-2018                                          | Ligue Europa                                      | Barrages Q                                        | Fenerbahçe SK                                     | 2 - 0                                             | 2 - 1                                             | 4 - 1                                             |
| 2017-2018                                          | Ligue Europa                                      | Groupe L                                          | Real Sociedad                                     | 0 - 6                                             | 0 - 3                                             | Quatrième                                         |
| 2017-2018                                          | Ligue Europa                                      | Groupe L                                          | Zénith Saint-Pétersbourg                          | 0 - 5                                             | 1 - 2                                             | Quatrième                                         |
| 2017-2018                                          | Ligue Europa                                      | Groupe L                                          | Rosenborg BK                                      | 1 - 1                                             | 1 - 3                                             | Quatrième                                         |
| 2018-2019                                          | Ligue Europa                                      | Premier tour Q                                    | Pyunik Erevan                                     | 0 - 2                                             | 0 - 1                                             | 0 - 3                                             |
| 2025-2026                                          | Ligue Conférence                                  | Premier tour Q                                    | SP La Fiorita                                     | 3 - 0                                             | 2 - 2                                             | 5 - 2                                             |
| 2025-2026                                          | Ligue Conférence                                  | Deuxième tour Q                                   | FC Lausanne-Sport                                 | 2 - 1                                             | 0 - 5                                             | 2 - 6                                             |

## Personnalités du club

### Présidents
- Mirko Spaseski

### Entraîneurs
La liste suivante présente les différents entraîneurs connus du club.
- Kiril Simonovski (en) (1953-1955)
- Illés Spitz (en) (1960-1961)
- Antal Lyka (en) (1961)
- Aleksandar Tomašević (en) (1963-1964)
- Hugo Ruševljanin (en)
- Stjepan Bobek (1978-1981)
- Vukašin Višnjevac (en) (1983-1984)
- Andon Dončevski (en) (1985-1988)
- Metodije Spasovski (en) (1988-1989)
- Petar Shulinchevski (1989-1990)
- Kiril Dojčinovski (1990)
- Gjoko Hadžievski (1991-1993)
- Dragan Tomovski (1993- 1994)
- Gjoko Hadjievski(1994- 1995)
- Ilija Dimovski (en) (1995-1996)
- Vancho Trpevski (1996)
- Slobodan Goračinov (en) (1996-1997)
- Dragi Kanatlarovski (en) (1997)
- Gjore Jovanovski (en) (1998-1999)
- Kočo Dimitrovski (en) (1999)
- Vangel Simev (2000)
- Dragi Setinov (en) (2000)
- Perica Gruevski (2000)
- Alekso Mackov (2000-2001)
- Žarko Odžakov (en) (2001)
- Gjoko Hadjievski (2001-2003)
- Zoran Stratev (en) (2003-2004)
- Toni Jakimovski (en) (2004)
- Gildo Rodrigues (en) (2004)
- Vujadin Stanojković (novembre 2004-novembre 2005)
- Petar Georgievski (novembre 2005-décembre 2005)
- Dragi Kanatlarovski (décembre 2005-août 2007)
- Zoran Stratev (en) (août 2007-avril 2008)
- Kiril Dojchinovski (avril 2008-juin 2008)
- Ratko Dostanić (juillet 2008-octobre 2008)
- Milko Đurovski (novembre 2008-février 2009)
- Zhikica Tasevski (mars 2009-juin 2009)
- Pane Blazhevski (juillet 2009-août 2009)
- Mario Vujović (septembre 2009-novembre 2009)
- Gjorgji Todorovski (en) (novembre 2009-février 2010)
- Ilčo Gjorgioski (en) (février 2010-juin 2010)
- Gjorgji Todorovski (en) (juillet 2010-décembre 2010)
- Zoran Stratev (en) (janvier 2011-mai 2011)
- Leones Pereira dos Santos (mai 2011-juin 2011)
- Ilčo Gjorgioski (en) (juillet 2011-juin 2012)
- Blagoja Milevski (en) (juillet 2012-janvier 2013)
- Nikola Ilievski (en) (janvier 2013-avril 2013)
- Blagoja Milevski (avril 2013-janvier 2014)
- Sergueï Andreïev (janvier 2014-juillet 2015)
- Goce Sedloski (juillet 2015-juin 2017)
- Čedomir Janevski (août 2017-mai 2018)
- Boban Babunski (juin 2018-juillet 2018)
- Aleksandar Vasoski (juillet 2018-décembre 2020)

### Anciens
- Darko Pančev
- Nikola Groševski

## Logos de l'histoire du club

Logo n°1
Logo n°2
Logo actuel